# حمله: قسمت ۱
حمله: قسمت ۱ (به هندی: Attack: Part 1) فیلمی هندی محصول سال ۲۰۲۲ و به کارگردانی لاکشیا راج آناند است. در این فیلم بازیگرانی همچون جان آبراهام، راکول پریت سینگ، ژاکلین فرناندز، پراکاش راج، نوفال ازمیر خان، راتنا پاتک، راجیت کاپور و کیران کومار ایفای نقش کرده‌اند.